# 藤守の田遊び
藤守の田遊び（ふじもりのたあそび）は、静岡県焼津市（旧志太郡大井川町）字藤守に伝わるに民俗芸能の田楽（田遊び）である。1977年（昭和52年）5月17日に重要無形民俗文化財に指定された。

## 概要
元亀年間（1570年 - 1573年）に現在のような形式を確立したと伝えられ、旧来は旧暦の1月17日や、新暦の2月17日に行われていたが、1961年（昭和30年）以降、毎年3月17日に藤守（郷）に鎮座する大井八幡宮で行われる。
当日は午前から「内祭の儀」「外祭の儀」と呼ばれる饗応儀礼および豊凶を占う的射儀礼があり、夕刻の6時頃から田遊びが始まる。芸能の奉仕者は氏子の未婚男子であり、役割は年齢階梯によって振り分けられ最も重要な役とされる「振取」は青年団の統率者が務める。奉仕者は全員が薄化粧をし女用の腰帯を数本束ねて襷にする。奉納される田楽は25番の演目と番外からなり、1年の農作業の行程を模擬的に演じる。

## 演目
- 番外：天狗
- 第1番：長刀（なぎなた）
- 第2番：振取（ふっとり）
- 第3番：御獅子（おしし或はおしっさん）
- 第4番：鍬入（くわいれ）
- 第5番：荒田（あらた）
- 第6番：寄塗（よせぬり）
- 第7番：水口申（みなぐちもうし）
- 第8番：鳥追（とりおい）
- 第9番：山田
- 第10番：徳太夫（とくだゆう）
- 第11番：麦搗（むぎつき）
- 第12番：田植
- 第13番：代草（しろくさ）
- 第14番：孕早乙女（はらみそうとめ）
- 第15番：小編木（こざさら）
- 第16版：早乙女
- 第16番：高野殿（こうのとの）
- 第18番：棒
- 第19番：神子舞（かみこまい）
- 第20番：間田楽（までんがく）
- 第21番：猿田楽（さるでんがく）
- 第22番：宝来（ほうらい）
- 第23番：稲刈り
- 番外：鯛釣
- 第24番：長刀 夜明け
- 第25番：御獅子
- 番外：天狗